# Madirac
Madirac là một xã trong tỉnh Gironde, thuộc vùng Nouvelle-Aquitaine của nước Pháp, có dân số là 156 người (thời điểm 1999). Xã nằm trong vùng đô thị của thành phố Bordeaux. Trong khi Madirac trong năm 1962 còn có trên 61 dân cư thì năm 1999 đã có 156 người dân.